# 보드 게임

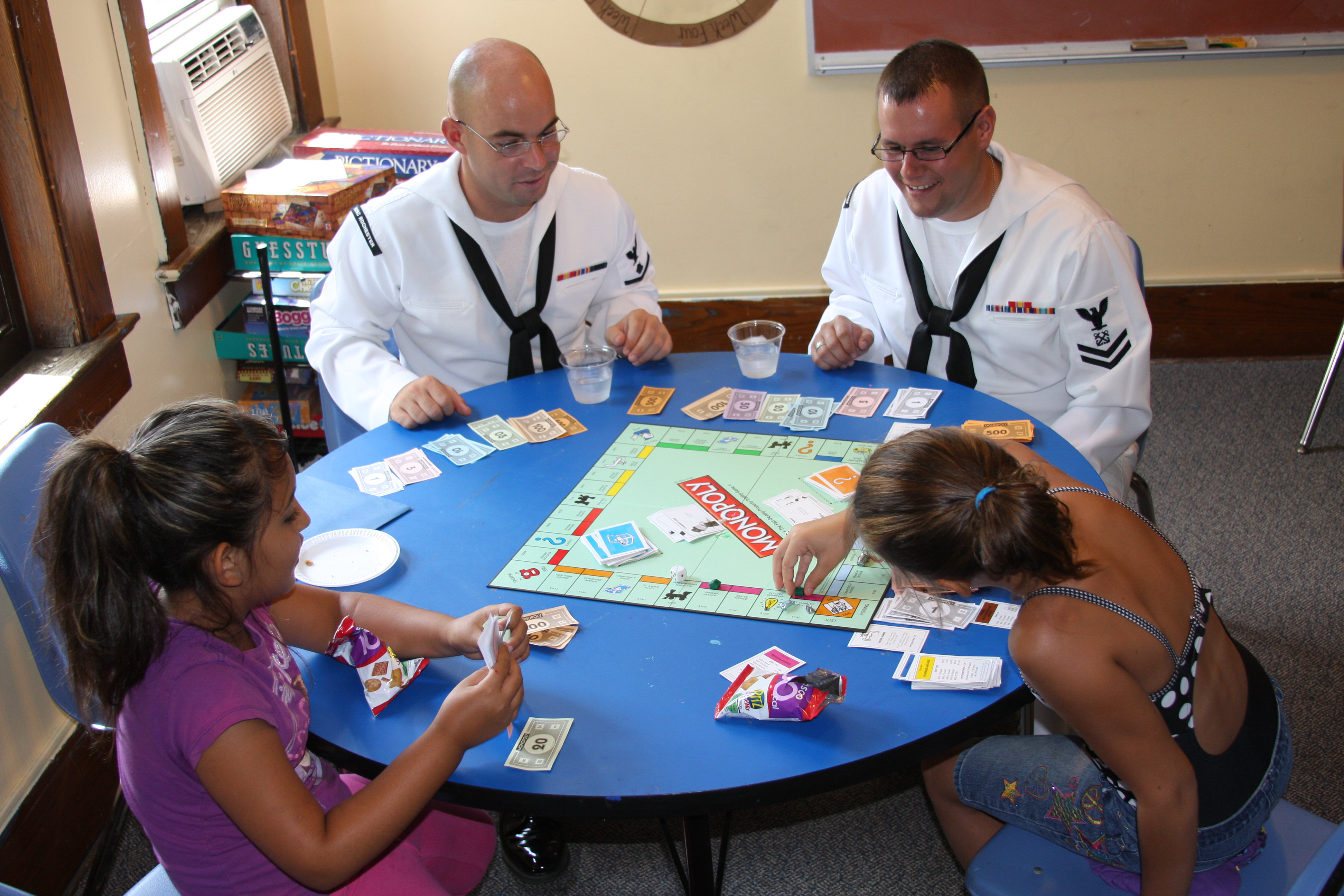
미국의 보드 게임 모노폴리는 37개 언어로 인쇄되어 여러 나라에서 라이선스되고 있다.

보드 게임(영어: board game)은 놀이판 및 간단한 물리적인 도구로 진행하는 놀이를 말한다. 인터넷으로 진행하는 컴퓨터 게임에 비교해서 오프라인 게임이라고 하기도 한다. 좁은 의미에서는 놀이판 및 종이 등으로 구성된 놀이 딱지(흔히 카드)와 연필, 놀이패(토큰, token), 주사위 등으로 구성된 게임을 말하며, 넓은 의미에서는 온라인으로 진행하는 카드게임 등을 포함한다.

## 구성 요소
놀이판
보드 게임은 기본적으로 보드, 곧 놀이판(놀음놀이판)이 필요하다. 다만 보드 게임에서 일컫는 보드는 놀이판의 일부이다. 이 놀이판은 카드놀이처럼 단순히 놀 수 있는 평평한 공간이면 되나, 말판 놀이에서처럼 특별한 모양이나 그림이 그려져 있기도 하다. 말판 놀이에 쓰이는 놀이판을 말판이라 따로 칭한다.
말
놀이의 도구로 쓰이는 물건으로 “알”이라고도 불린다(→알까기). 놀이판 위에서 움직이거나 상대 말을 잡는 데 쓰인다.
놀이딱지
오늘날 흔히 “카드”라고 불린다. 처음에는 종이나 나무쪽 등으로 만들었으나, 오늘날에는 합성수지로도 만든다.
놀이패
놀이딱지가 놀이를 이끌어가는 주요 도구라면, 놀이패는 보조적인 도구이다. 토큰(token)이라고도 부른다. 놀이딱지가 놀이패로서 쓰이기도 하나, 놀이패가 쓰이는 놀이에서는 대부분 놀이패가 따로 존재한다.
또한 토큰은 종이나 나무, 합성수지뿐만 아니라 금속 등으로 만들기도 하며, 놀이딱지와는 달리 카드 형태가 아닐 수도 있다.
주사위
놀이에 따라서는 주사위 또는 회전판과 같은 난수 발생 장치가 쓰이기도 한다. 주사위에는 6면 주사위, 8면 주사위 등 여러 가지가 있다. 회전판도, 돌아가는 회전판에 다트를 던지는 회전 다트판이나 둥근 판은 평평한 곳에 가만히 두고 그 중앙에 막대를 달아 돌리는 회전 화살표 등이 있다.

## 종류
보드 게임 역시 복합적인 요소로 구성되어 있어서, 특정한 방식 하나로만 구별하지는 않는다. 고려 요소는 게임 방식(메카니즘)과 테마(주제)이며, 이 두 가지를 감안하여 플레이하는 사람(대상)으로 분류하기도 한다.

### 게임 방식에 따른 분류
카드 놀이
카드라 불리는 놀이딱지와 놀이판이 필요한 놀이를 가리킨다. 카드 게임에서는 대개 놀이판과 카드만이 쓰인다. 대개 카드와 놀이판은 둘 모두 또는 둘 가운데 하나라도 일정한 형태를 지닌다.
말판 놀이
놀이판과 말이 필요하다. 이때 말을 움직일 때 주사위와 같은 보조 도구가 쓰이기도 한다. 말판이라 불리는 놀이판이 일정한 형태를 지니게 된다.
카드 및 말판 놀이
카드와 말이 함께 쓰이는 놀이도 있다. 이럴 경우 말판 놀이의 일종으로 여겨지게 된다. 예컨대 부루마불에서는 각 도시를 나타내는 카드와 황금열쇠 카드 등의 놀이딱지가 존재하며, 그밖에 건물을 나타내는 놀이패가 있고, 말판과 말, 주사위가 쓰였다. 보드 게임 문명에서도 놀이딱지와 놀이패, 말판, 말, 주사위가 쓰였다.

### 게임 대상에 따른 분류
가족 게임
5분 이상 10분 이하의 규칙 학습 시간을 가지고 게임 플레이 시간도 30분 전후로 구성되는 가벼운 게임들이다. 또한 테마적으로는 동물, 자연, 문화재 등 비폭력적인 주제를 사용하는 것이 특징이다. 보드 게임은 기본적으로 컴퓨터 게임과는 달리 사람이 직접 계산하고 시스템을 작동시기 때문에, 난이도가 낮고 누구나 쉽게 이해할 수 있는 가벼운 게임 난이도를 가진 게임들이 가족 게임으로 분류된다.
전문가용 게임
규칙 학습 시간이 최대 45분 정도까지 소요되며 플레이 시간도 한 시간 이상 걸리는 게임들이다. 테마 역시 다양해서, 경영, 우주, 전쟁, 영향력 등으로 세분화되어 있다. 게이머스 게임이라고 불리기도 한다.

## 주요 보드 게임 목록

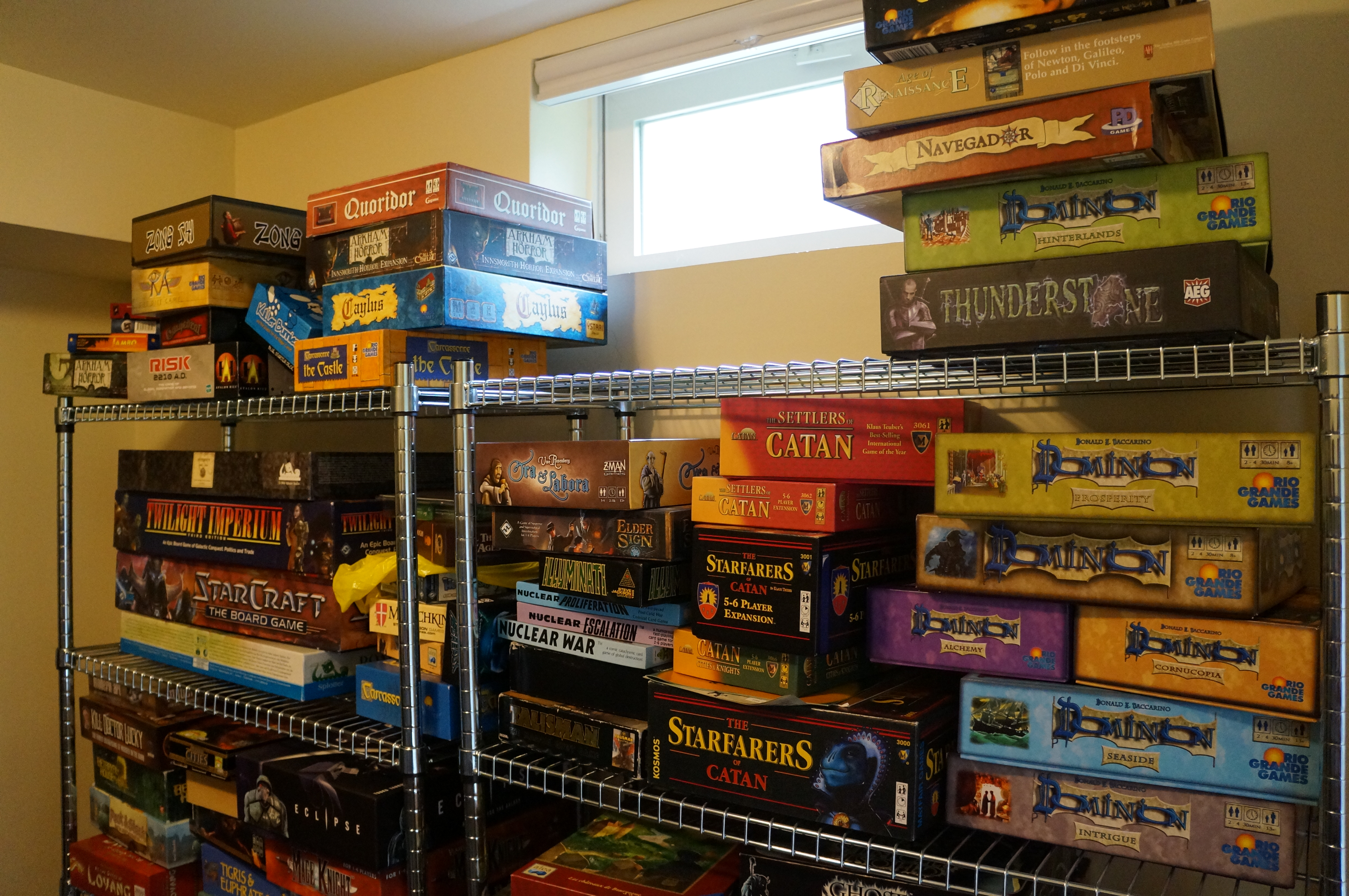
미국의 보드게임들

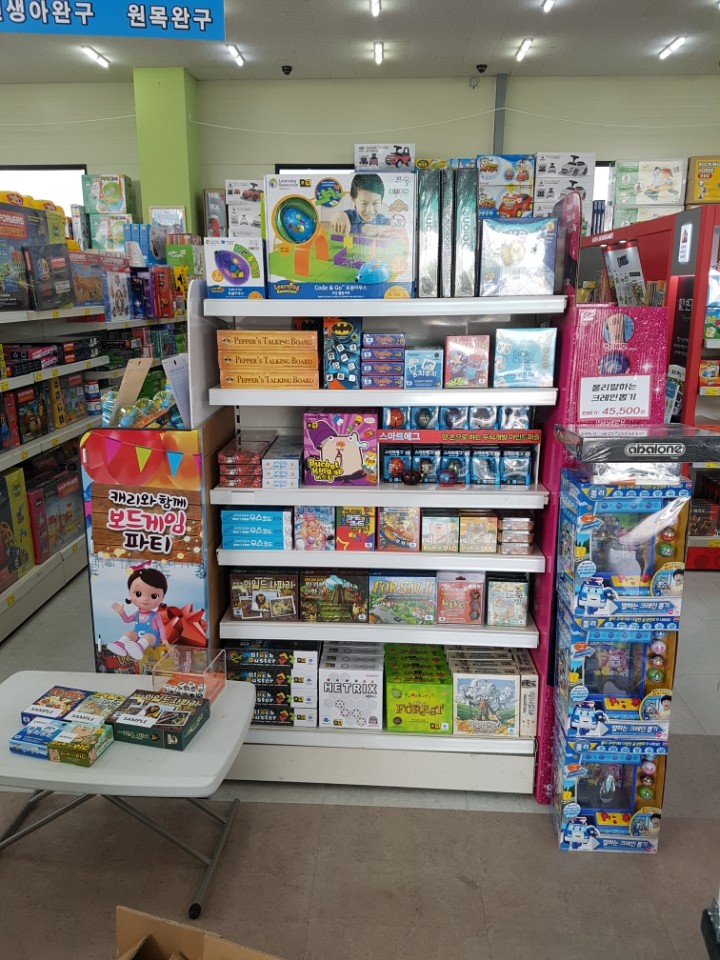
대한민국에서 판매하는 보드게임들 1

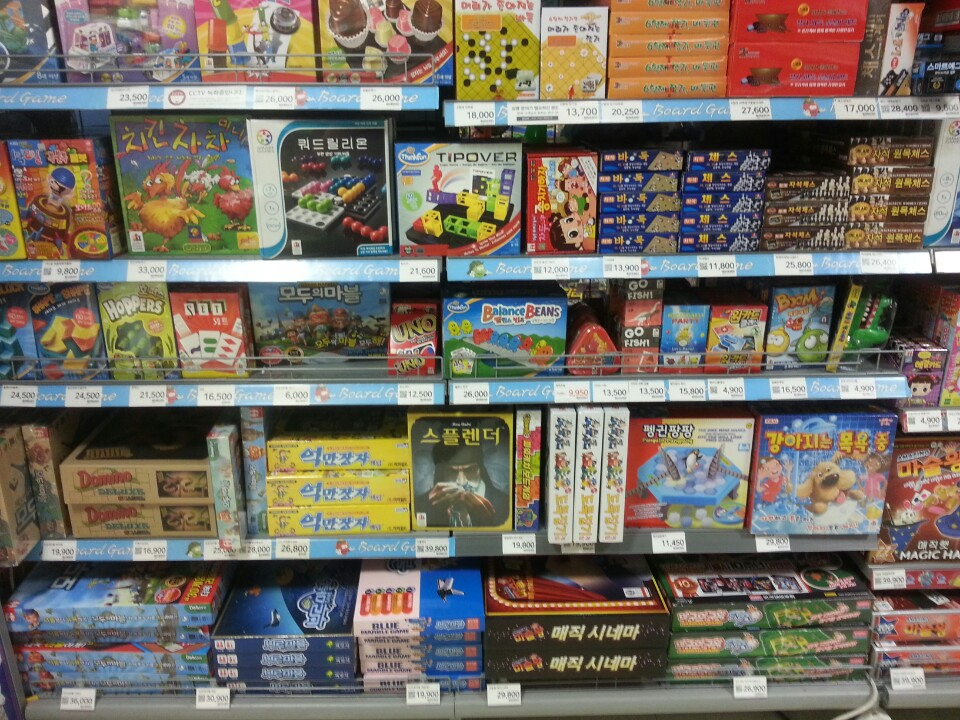
대한민국에서 판매하는 보드게임들 2

- 고누
- 고스톱
- 고아
- 다빈치코드
- 다이아몬드 게임
- 달무티
- 도미노
- 도블
- 동물왕 와일드 사파리
- 드래곤우드
- 디플로머시
- 딱지치기
- 러시아워
- 로보77
- 루미큐브
- 르아브르
- 마작
- 메디치
- 메트로
- 모노폴리
- 미라의 저주
- 바다동물장기
- 바둑
- 바벨
- 반지의 제왕
- 뱅!
- 번 레이트
- 보난자
- 부루마불
- 블랙잭
- 블러프
- 사보타지
- 사무라이
- 산 후앙
- 포비든 스카이
- 포비든 아일랜드
- 포비든 데저트
- 상트페테르부르크
- 셀레스티아
- 위대한 달무티
- 세틀러 오브 카탄
- 스플렌더
- 스코틀랜드 야드
- 슬리핑퀸즈
- 승경도 놀이
- 시타델
- 아그리콜라
- 아문-레
- 알까기
- 알함브라
- 액시스앤얼라이스
- 어콰이어
- 언덕 위 집의 배신
- 워크래프트
- 오목
- 우노
- 원카드
- 윷놀이
- 인생게임
- 잉카의 황금
- 자반도르의 홀
- 장기
- 제노아의 상인
- 제우스 온 더 루즈
- 젠가
- 체스
- 초밥왕
- 카르카손
- 카탄
- 코요테
- 클루
- 타로
- 타뷸라의 늑대
- 타지마할
- 테라포밍 마스
- 티츄
- 티켓 투 라이드
- 투자왕 포세일
- 판데믹 레거시
- 포커
- 푸에르토리코
- 플로렌스의 제후
- 피트
- 할리갈리
- 화투
- 후르츠 스파이
- 훌라

## 보드 게임을 소재로 한 작품

### 영화
- 쥬만지
- 자투라
- 게임 나이트
- 오픈 그래이브스
- 타짜

### 드라마
- 퀸스 갬빗 (드라마)

### 만화
- 히카루의 바둑
- 사키

## 컴퓨터 게임
카드게임과 체스게임을 포함하는 컴퓨터 게임은 온라인 게임을 포함하며 전통적인 오프라인 게임과 함께 대중적이면서 한편으로는 인공지능을 게임 엔진으로 탑재하면서 개인적인 오락으로 실현 가능하도록 발전되었다.
엑스보드(X Baord), 솔리테어(Solitaire)등이 있다.

## 같이 보기
- 보드게임긱
- 게임의 역사
- 보드 게임 목록
- 마인드 스포츠